# Црква Светог Димитрија у Марковој Сушици
Црква Свети Димитрије је главна црква Марковог манастира која се налази у близини Скопља.
Изграђен је средином 14. века, 1345. године од стране српских средњовековних владара краља Вукашина и краља Марка. Краљ Марко био је ктитор цркве која носи његово име.

## Опис
Црква је саграђена од камена и малтера. Унитар цркве постоји Галерија, хорови и бискупски престо.
Иконостас се састоји из три нивоа и завршава са крстом.
Излаз на јужној страни цркве осликава Светог великомученика Димитрија и Свету Петку. Купола је осликана фрескама страдања Исуса Христа.
На јужним вратима налази се „Улазак у Јерусалим“. На супротној страни је сцена „Скупштина светаца“ која је представљена у два нивоа. у наставку је представљена скуп фресака лика Пресвете Богородице, сва њена чуда и свети апостоли.
Царске двери на иконостасу, утађени су од дрвета у плитком дуборезу са позлатеом. У средини се налазе „Благовести“.
У првом реду иконостаса су иконе светитеља и празника: Икона Богородице са Исусом Христом, Свети великомученик Димитрије, Исус Христ и Свети Јован Крститељ. Централно на другом делу иконостаса је Тајна вечера.
На десној страни трећег реда иконостаса је икона сцене Вазнесења Христовог и Вазнесења пресвете Богородице.
На северном зиду налазе се портрети оснивача цркве. Ове слике су доста оштећене. Због оштећења фресака тешко је претпоставити које портрете представљају.
Унутар цркве Свети Димитрије, налази се гроб првог шефа обновљене аутокефалне Македонске православне цркве, архиепископа охридског.

## Историјат
Црква Свети Димитрије некада је била катедрала Епархије Скопља који је била посвећена мученику Димитрију.
Налази се на десној страни реке Вардар на тврђави Кале у Скопљу. Вековима је успешно одолева историјским догађајима и разорним земљотресима у Скопљу и околини.
Место на коме се данас налази црква, претеча је старијег храма који датира из 16 века. Од 1727. године, садашља црква спомињала се као катедрала. Напуштена је 1960. године.
Настала је у средњем веку. Налази се у Скопској митрополији Пећке патријаршије.
Свети Димитрије је једна од ретких цркава које су избегле подметање пожара од стране Пиликомина, 25. октобра 1689. Реновирана је више пута: 1825, 1864, 1886, 1894. и 1896 године.
Скопска Епархија 1767. године, након укидања Охридске Архиепископије пала је под грчку Цариградску патријаршију 1872. године и под влашћу Бугарске егзархије.

## Рестаурација
У периоду од 1886. до 1894. године је реновирана и проширена. Црква је саграђена у облику брода. Током рестаурације у великом броју оштећене су старе фреске и битни детаљи које су биле важне за цркву.
Након реновирања који је урадио Даме, син чувеног Андреја Дамјанова цркве је добила данашњи изглед. Затим добија и нову слику икона, офарбан дрвеног иконостаса од стране познатог уметника Димитрија Папрадишког.
У периоду 1907/1908 на цркви је изграђен црквени торањ.

## Легенда
Према легенди Храм Светог Димитрија у селу Марково Црква саградили су избегли монаси из Марковог манастира код Скопља, негде у првој половини 15. века, али су касније многобројне преправке довеле до недоумице о оригиналној варијанти изградње.
За њено зидање везане су две народне приче:
- Прва легенда каже да су некада била три брата: Марко, Петко и Степан. Имали су велико богатство. Када су браћа Марко и Степан отишли на Косово, наредили су Петку да изабере три места у околини и да сваком брату сазида по једну цркву, јер нису очекивали да се врате. Петко је себи сазидао цркву у Петци, Марку у селу Маркова црква, а Степану У Степању. Али, како је његова била већа од ове две, браћа су га по повратку проклела, те његова црква никада није заживела, а ове две су вечито служиле.
- По другој причи цркву у селу светог Марка и у Степању зидао је неки великаш о свом трошку, па је ове две довршио, а Башку није хтео, јер му предузимач није испунио уговор.

После Косовске битке и пропасти српске државе, црква је напуштена и била је у рушевинама све до 1827. године.
У каменој плочи, која је узидана у цркви, стајао је натпис: „Обнови се овај храм у име Оца, Сина и Свјатаго Духа под владом Књаза Србскога Милоша Обреновића – Теодоровића, помоћу господина Јеврема Обреновића, житеља шабачког, настојавањем јереја Сретена Радосављевића“.
Неоспорно је да је ова црква у неким архитектонским елементима врло блиска храму манастира Пустиње: одвајање олтарског простора зиданим иконостасом, витак и висок тамбур куполе, као и оживљавање фасада широким лезенама, тако да се слична групи грађевина коју чине црквене манастирске ћелије и пустињска црква, с тим да је храм св. Димитрија нешто старији.
Горњи делови грађевине упућују неке од аутора на то да храм у Марковој цркви треба везати за групу моравских цркава.

## Догађаји
Фебруара 2012. године, догодило се право чудо. На централном делу иконостаса, златна боја је постала веома видљива. Необјашњена појава се наставила и на осталим иконама и фрескама које су почеле са сијају и изгледају као да их је неко чистио.
На иконама се прво појавила црвена боја која је касније прелазила у златну. Иконе су се „чистиле“ од врха према доњем делу.
Поглавар канонски непризнате Македонске православне цркве, архиепископ Стефан је дошао и посетио цркву Светог Димитрија, али није ништа желео да коментарише.